# Ameriško astronomsko društvo
Ameriško astronomsko društvo (angleško American Astronomical Society, kratica AAS) je ameriško znanstveno društvo poklicnih astronomov in drugih zainteresiranih posameznikov s sedežem v Washingtonu. Glavni cilj AAS je spodbujanje napredka astronomije in tesno povezanih vej znanosti, drugotni namen pa vključuje izboljšanje astronomskega izobraževanja in zagotavljanje političnega glasu za svoje člane z lobiranjem in množičnimi dejavnostmi. Njegovo trenutno poslanstvo je okrepiti in razširjati človeško znanstveno razumevanje vesolja kot raznolike in vključujoče astronomske skupnosti. Društvo je član Ameriškega fizikalnega inštituta (AIP).

## Zgodovina
Društvo je bilo ustanovljeno leta 1899 s prizadevanji Georgea Elleryja Halea. Statut skupine so napisali Hale, George Cary Comstock, Edward Williams Morley, Simon Newcomb in Edward Charles Pickering. Ti možje in štirje drugi so tvorili prvi izvršni svet društva. Newcomb je bil prvi predsednik. V začetku je bilo 114 članov. Ime društva AAS so dokončno določili šele leta 1915, prej se je imenovalo »Astronomsko in astrofizikalno društvo Amerike« (Astronomical and Astrophysical Society of America). Eno predlagano ime, ki je bilo pred tem vmesnim imenom, je bilo »Ameriško astrofizikalno društvo« (American Astrophysical Society).
AAS ima sedaj več kot 8200 članov in šest odsekov. Članstvo vključuje fizike, matematike, geologe, inženirje in druge, katerih raziskovalni in izobraževalni interesi so znotraj širokega spektra predmetov, ki zdaj sestavljajo moderne astronomske vede.
Leta 2019 so izbrali tri člane AAS v razred kolegov TED (TED Fellows) ob deseti obletnici.
AAS je leta 2019 ustanovil program kolegov AAS (AAS Fellows), da bi »članom AAS podelil priznanje za dosežke in izredno delo na področju astronomije in Ameriškega astronomskega društva.« Uvodni razred je določil upravni odbor AAS in vključuje začetno skupino 232 zapuščinskih kolegov.

## Odseki
Ker je področje astronomije raznoliko, so ustanovili več odsekov, od katerih vsak spodbuja in omogoča drugačno vejo astronomije ali z astronomijo povezano znanost ter deluje v okviru splošne listine AAS. Veliko odsekov ima ločene sestanke poleg sestankov z glavno skupino. Odseki AAS, skupaj z njihovimi glavnimi raziskovalnimi interesi, so:
- Odsek za planetarne znanosti (DPS, 1968) podpira planetologijo in raziskovanje Osončja.
- Odsek za dinamično astronomijo (DDA, 1969) podpira raziskave dinamike (tire, evolucijo in zgodovino) astronomskih sistemov od Osončja do nadjat galaksij v kozmološkem merilu.
- Odsek za visokoenergijsko astrofiziko (HEAD, 1969) podpira znanje o visokoenergijskih dogodkih, delcih, kvantih, relativističnih gravitacijskih poljih in sorodnih pojavih v astrofizikalnem vesolju.
- Odsek za fiziko Sonca (SPD, 1969) podpira fiziko Sonca (astrofizikalne raziskave Sonca) in njegove interakcije z Osončjem in Zemljo.
- Odsek za zgodovinsko astronomijo (HAD, 1980) podpira teme, pomembne za zgodovino astronomije kot področja, in raziskave z uporabo zgodovinskih astronomskih zapisov za reševanje trenutnih problemov v astronomiji.
- Leta 2012 so ustanovili nov odsek Odsek za laboratorijsko astrofiziko (LAD), da bi izboljšal človekovo razumevanje vesolja s spodbujanjem temeljnih teoretičnih in eksperimentalnih raziskav osnovnih procesov, ki ga poganjajo.

## Založniška dejavnost in publikacije
- The Astronomical Journal
- Astronomy Education Review [ne izhaja več]
- The Astrophysical Journal
- The Planetary Science Journal
- Bulletin of the American Astronomical Society
- Research Notes of the AAS (znanstvena objava kratkih sporočil, strokovno nerecenzirana).
- AAS Nova, spletna publikacija s poudarki iz raziskovalnih revij Društva.
- junija 2019 je AAS objavil, da bo novi založnik mesečne revije Sky & Telescope.[7]
- avgusta 2020 je AAS objavil, da je pridobil inventar, avtorske pogodbe in povezana sredstva družbe Willmann-Bell, Inc., založnika astronomskih knjig, atlasov in programske opreme.[8]

## Nagrade
- lektorat Henryja Norrisa Russlla, za življenjsko delo v astronomiji
- nagrada Newtona Lacyja Piercea za astronomijo, za izjemno zgodnjo kariero v opazovalni astronomiji
- nagrada Helen B. Warner za astronomijo, za izjemno zgodnjo kariero v teoretični astronomiji
- nagrada Beatrice M. Tinsley, za kreativni ali inovativni prispevek k astronomiji
- nagrada Josepha Webra, za pomembni napredek v astronomski inštrumentaciji
- Heinemanova nagrada za astrofiziko (skupna nagrada z Ameriškim fizikalnim inštitutom) za izjemno delo v astrofiziki
- nagrada Georga Van Biesbroecka, za izjemne zasluge astronomiji
- nagrada Annie Jump Cannon za astronomijo (nagrajena skupaj z Ameriškim združenjem univerzitetnih žensk), za izjemno zgodnjo kariero astronomke
- Chamblissova nagrada za astronomsko pisanje za astronomsko pisanje za akademsko občinstvo
- spominska nagrada Beth Brown za zgledno plakatno in ustno predstavitev raziskav dodiplomskih in podiplomskih študentov
- Chamblissova študentska nagrada za dosežke v astronomiji za zgledno raziskovalno delo dodiplomskih in podiplomskih študentov
- Chamblissova nagrada za ljubiteljske dosežke za zgledno raziskavo ljubiteljskega astronoma
- izobraževalna nagrada AAS za izjemne prispevke k astronomskemu izobraževanju (prej imenovana nagrada fundacije Annenberg)

Podobne nagrade podeljujejo tudi odseki AAS. Mednje sodijo:
- nagrada Gerarda P. Kuiperja (DPS), za življenjsko delo v planetarni znanosti
- nagrada Harolda C. Ureyja (DPS), za izjemno zgodnjo kariero v planetarni znanosti
- nagrada Harolda Masurskega za zasluge (DPS), za izjemne zasluge planetarni znanosti
- Brouwerjeva nagrada (DDA), za življenjsko delo v dinamični astronomiji
- nagrada Bruna Rossija (HEAD), za pomembni nedavni prispevek k visokoenergijski astrofiziki
- nagrada LeRoyja E. Doggetta (HAD), za delo v zgodovini astronomije
- nagrada Georgea Elleryja Halea (SPD), za življenjsko delo v astronomiji Sonca
- nagrada Karen Harvey (SPD), za izjemno zgodnjo kariero v astronomiji Sonca

AAS upravlja tudi program International Travel Grant, na katerega se lahko prijavi kateri koli astronom, ki dela v ZDA, za potovanja na mednarodne konference, povezane z astronomijo, in druge manjše programe štipendij in nagrad. Spletišče Ameriškega astronomskega društva je leta 2020 prejelo nagrado Webby glas ljudstva za združenje v kategoriji splet.

## Predsedniki in predsednice
V naštetih obdobjih so bili predsedniki in predsednice društva naslednji nekdanji in sedanji člani, oziroma članice:
- Simon Newcomb (1899–1905)
- Edward Charles Pickering (1905–1919)
- Frank Schlesinger (1919–1922)
- William Wallace Campbell (1922–1925)
- George Cary Comstock (1925–1928)
- Ernest William Brown (1928–1931)
- Walter Sydney Adams (1931–1934)
- Henry Norris Russell (1934–1937)
- Robert Grant Aitken (1937–1940)
- Joel Stebbins (1940–1943)
- Harlow Shapley (1943–1946)
- Otto Struve (1946–1949)
- Alfred Harrison Joy (1949–1952)
- Robert Raynolds McMath (1952–1954)
- Donald Howard Menzel (1954–1956)
- Paul Willard Merrill (1956–1958)
- Gerald Maurice Clemence (1958–1960)
- Lyman Strong Spitzer mlajši (1960–1962)
- Carlyle Smith Beals (1962–1964)
- Leo Goldberg (1964–1966)
- Bengt Strömgren (1966–1967)
- Albert Edward Whitford (1967–1970)
- Martin Schwarzschild (1970–1972)
- Bart Jan Bok (1972–1974)
- Robert Paul Kraft (1974–1976)
- Eleanor Margaret Burbidge (1976–1978)
- Ivan Robert King (1978–1980)
- David Sutphin Heeschen (1980–1982)
- Arthur Dodd Code (1982–1984)
- Maarten Schmidt (1984–1986)
- Bernard Flood Burke (1986–1988)
- Donald Edward Osterbrock (1988–1990)
- John Norris Bahcall (1990–1992)
- Sidney Carne Wolff (1992–1994)
- Frank Shu (1994–1996)
- Andrea Kundsin Dupree (1996–1998)
- Robert Douglas Gehrz (1998–2000)
- Anneila Isabel Sargent (2000–2002)
- Catherine Anderson Pilachowski (2002–2004)
- Robert Paul Kirshner (2004–2006)
- John Craig Wheeler (2006–2008)
- John Peter Huchra (2008–2010)
- Debra Meloy Elmegreen (2010–2012)
- David J. Helfand (2012–2014)
- Meg Urry (2014–2016)
- Christine Jones Foreman (2016–2018)
- Megan Donahue (2018–2020)
- Paula Szkody (2020–2022)
- Kelsey Johnson (2023–2024)

## Drugi projekti
- Predstavnosti o temi Ameriško astronomsko društvo v Wikimedijini zbirki